# Forchtenberg
Forchtenberg és una petita ciutat alemanya al districte de Hohelohe a l'estat de Baden-Württemberg.

## Geografia
La ciutat va crear-se a la desembocadura del Kupfer al riu Kocher. El nucli antic es troba al marge esquerre del Kocher, a una costa, al cim de la qual es troba la ruïna de l'antig burg de Forchtenberg. L'eixample es troba al marge dret.

### Nuclis
La ciutat actual és el resultat de la fusió el 1972 de les ciutats de Forchtenberg i Sindringen (barris de Holzweiler Hof, Neuzweiflingen Trautenhof), Schiesshof i Ziegelhütte) i els municipis d'Ernsbach (i el barri Waldberg), Muthof i Wohlmuthausen (barris de Hohensall, Metzdorf, Orbachshof, Schwarzenweiler i Haberhof).

## Història
Un primer esment d'assentament a l'actual barri de Wülfingen data del 771. El 1042 va ser la seu del comtat de Kochergau (= contrada del Kocher). que el 1210 passà als senyors de Dürn que van construir el burg a la costa del Bergsporn. El nom prové d'una transformació de vor dem berg (davant de la muntanya). La ciutat va crear-se al peu del burg.

## Llocs d'interès

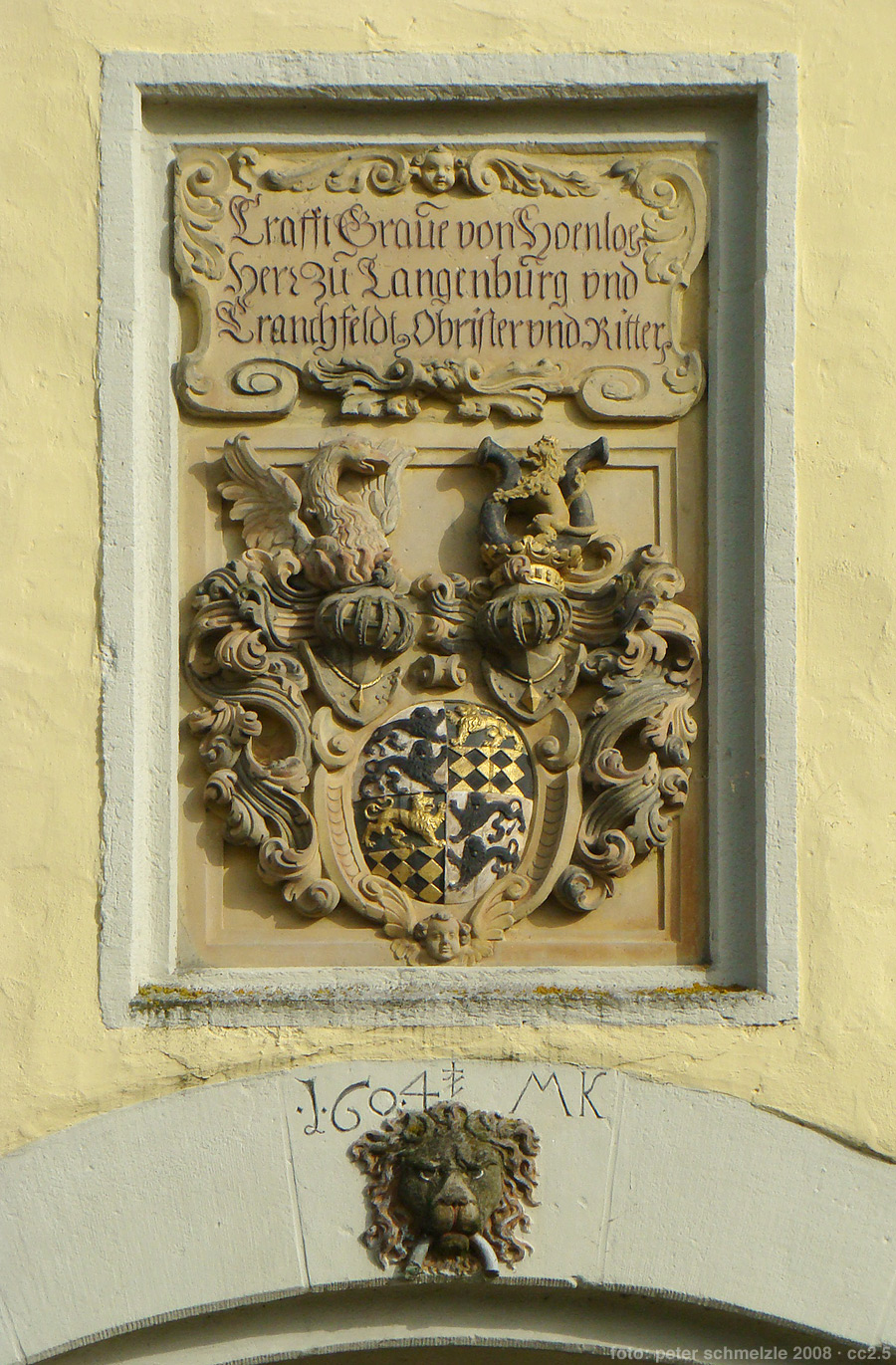
Escut dels Hohenlohe a la Porta de Würzburg
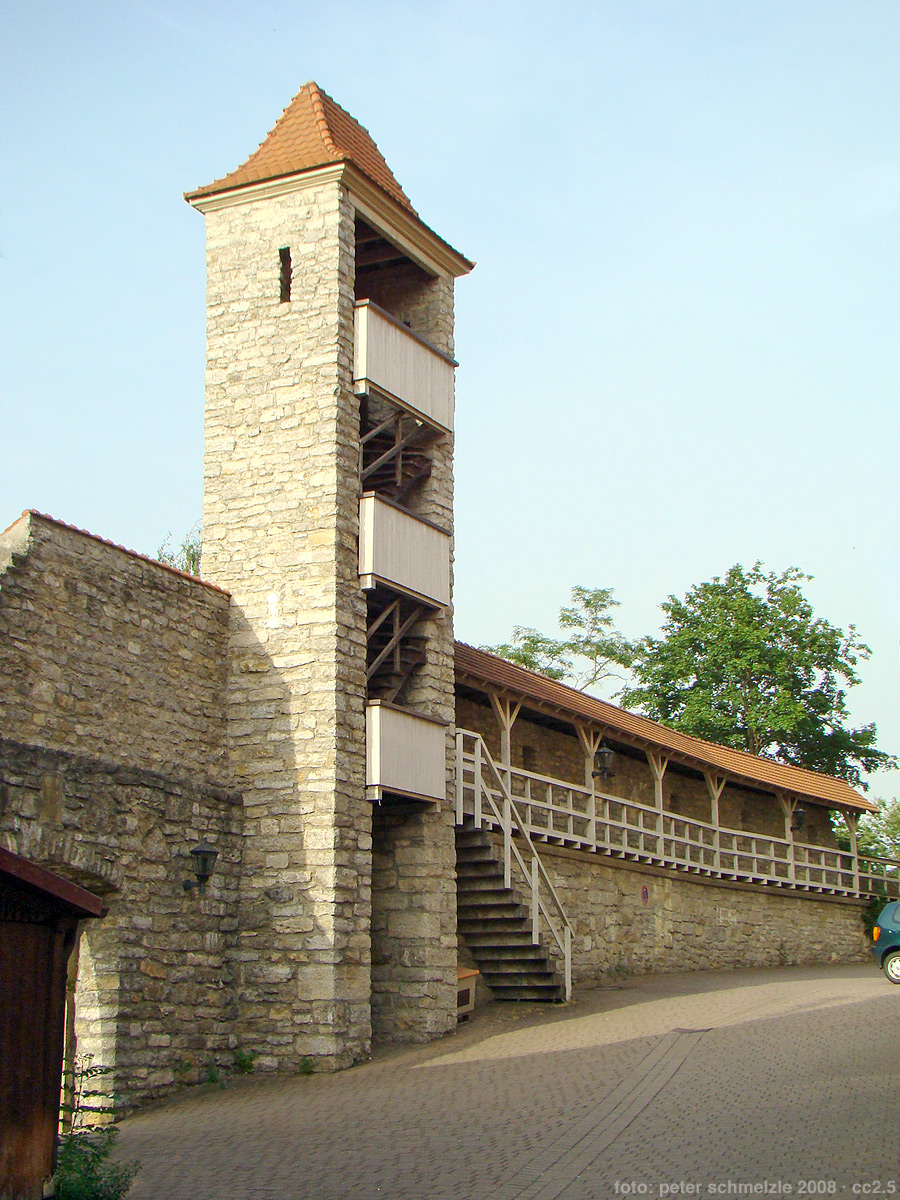
La torre Bürgerturm
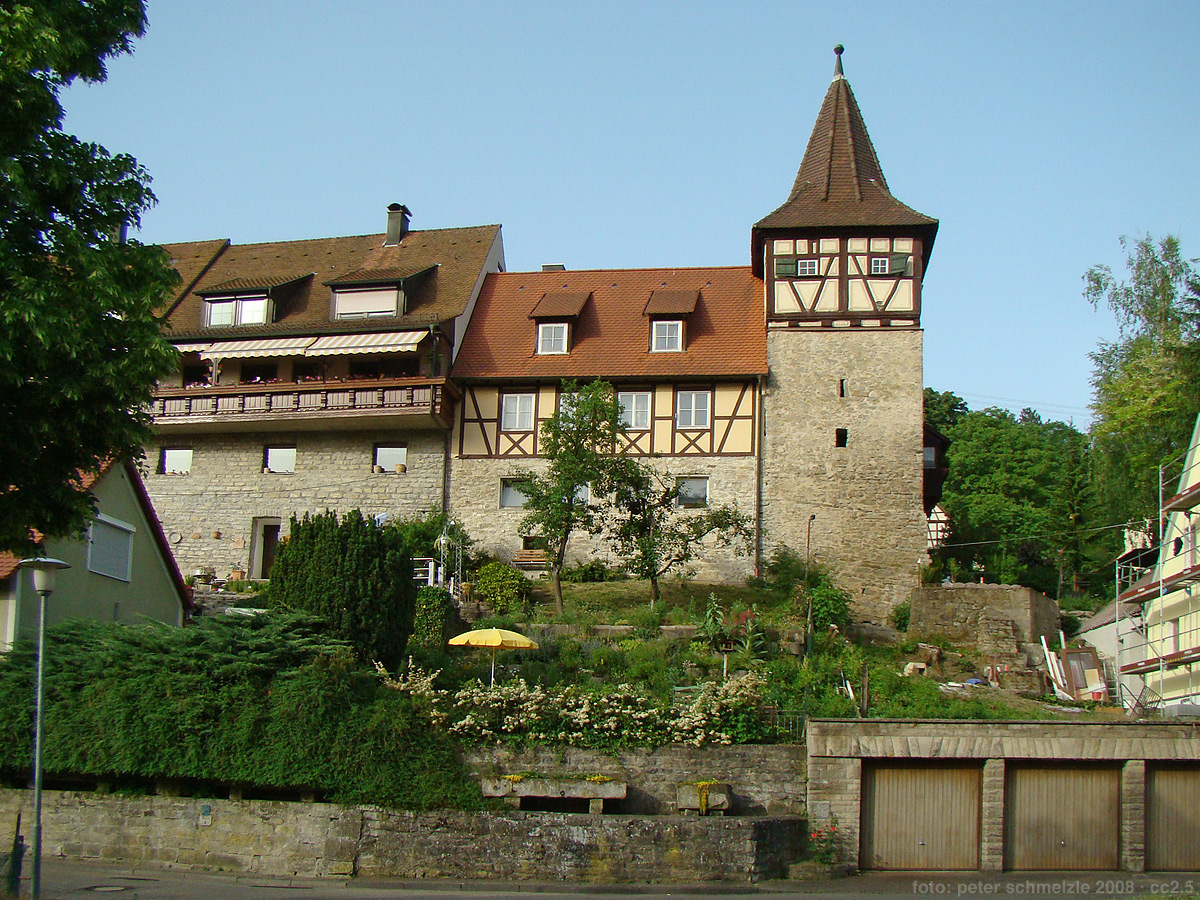
Muralla i torre

## Persones
- Hans i Sophie Scholl, resistents contra dictadura nazi, executats el 1943 a l'edat de 22 i 25 anys